# Butoconazol
Butoconazol é um fármaco utilizado em medicamentos como antifúngico.